# Минцлова, Анна Рудольфовна
Анна Рудольфовна Минцлова (1865 — исчезла в августе 1910) — переводчица, оккультист, деятель теософского общества. С 1907 по 1910 гг. распространяла в России идеи антропософии и пользовалась большим влиянием в кругу символистов (как Петербурга, так и Москвы). Дочь Рудольфа Минцлова, сестра Сергея Минцлова.

## Биография
Принадлежала к младшему поколению семьи, на протяжении полувека известной своим библиофильством. Анна, как и её предки, считалась знатоком книжных редкостей. Знала как минимум шесть языков, включая два мёртвых, и занималась переводами. В частности, первой (полностью) перевела на русский язык «Портрет Дориана Грея». С юности находилась в общении с К. А. Тимирязевым и его кругом. После смерти отца в 1904 г. подолгу жила за границей. Сохранилась её обширная переписка с деятелями Серебряного века.
Прослушав в 1906 г. парижский курс лекций доктора Штейнера, адаптированный для русской аудитории, вступила с ним в переписку и стала его последовательницей. Перевела на русский язык книгу Штейнера о теософии и его лекцию о розенкрейцерстве («Тайна Розы и Креста»). Утверждала, что принадлежит к кругам «оккультного масонства» (возможно, речь идёт об «одном из модернизированных западноевропейских орденов тамплиеров») и что её миссия в России «заключается в том, чтобы передать нечто важное из древней традиции».
В 1906 году познакомилась с Вячеславом Ивановым и Михаилом Кузминым. В течение следующих двух лет оказывала значительное влияние на Иванова и его близких, особенно после смерти его жены Лидии, когда она переехала в его квартиру «на башне» — и, по замечанию Кузмина, «покров двусмысленной и неприятной тайны опустился на Башню». Кузмину она давала уроки ясновиденья, и от неё он навсегда усвоил формулу, что воображение — младшая сестра ясновиденья и что не надо его бояться.
Каждый вечер Минцлова играла на Башне какую-нибудь сонату Бетховена. Прислугу отсылали, устраивался почти полный мрак, часть публики садилась на пол. Сестры Герцык часто слушали эти сонаты, стоя на коленях. Иногда Минцлова читала собравшимся по своим конспектам лекции Штейнера. За зиму 1907—1908 гг. Кузмин освободился от её влияния и крайне скептически вывел её положение в доме Иванова в сатирической повести «Двойной наперсник» (1908).
Минцлова выступала наперсницей Маргариты Волошиной в её сердечных делах с Ивановым и Э. К. Метнером. Большую роль, по словам Марии Волошиной, она играла в жизни Максимилиана Волошина. Об её значении для Волошина можно судить по дневникам поэта; там можно обнаружить несколько десятков упоминаний об Анне Рудольфовне.
Минцлова поддерживала связь и с московскими символистами; дискутировала с Брюсовым, готовила свои переводы для издания в «Весах», но публиковалась в оппозиционном Брюсову и его «Весам» издании — в «Грифе» С. А. Соколова (Кречетова). «Своя в кругу Бальмонтов». Ввела в теософский кружок («Орден рыцарей истины») Эллиса, Э. Метнера и Андрея Белого, чем подготовила его штейнерианство. Предлагала Вяч. Иванову и Белому в мае 1910 г. ехать в Ассизи для посвящения в розенкрейцеры. Белый ответил отказом, ссылаясь на то, что «измучен уже год длящимся без разрешения мифом, принимающим всё более зловеще-фантастический характер». В августе 1910 г. передала ему «лидерский аметистовый перстень с тайными знаками розенкрейцеров» и объявила его своим преемником.
О первой половине жизни Минцловой известно немного, об её кончине — ничего. Исчезла в начале осени 1910 года. Предположения об её дальнейшей судьбе строились вокруг двух основных версий: 
- Вступление в закрытый мистический орден. Бердяев, к примеру, слышал, что она ушла в «католический монастырь, связанный с розенкрейцерами»[15]. Схожего мнения придерживался, очевидно, Иванов[16].
- Самоубийство: «Пучина зовёт» — признавалась она Белому, а Иванову писала: «Я должна умереть. Я должна ещё раз услышать этот призыв, и тогда моей руки коснётся Ведущий, Благословенный»[3]. По сведениям Кузмина — утопилась в знаменитом пороге в Иматре[9] (что в то время не было редкостью[17]).

- Михаил Кузмин: «Минцлова была очень толстая пожилая женщина, в молодости воспитанная на французских романах XVIII века. Она была похожа на королеву Викторию, только белесовата и опухлая, как утопленница, иногда она воочию расползалась, как пузырь. Впечатление зыбкости производила еще ее крайняя близорукость, она все делала, ходила, брала, вставала, садилась очень проворно, но как-то на ощупь, как слепая, неопределенно и часто мимо цели. В тесном кругу она играла сонаты Бетховена. Играла она невероятно плохо, не туда попадая, без ритма, тыкаясь носом в ноты, будто гонимая ветром, бесформенно и хлипко...»[9]
- Евгения Герцык: «С копной тускло-рыжих волос, безвозрастная, грузная, всегда в черном платье, пропитанном пряным запахом небывалых каких-то духов; а глаза, глаза! — близоруко-выпуклые, но когда загорались, то каким же алмазным режущим блеском…»[18]
- Маргарита Сабашникова: «Бесформенная фигура, чрезмерно большой лоб, подобный тем, которые можно видеть у ангелов старогерманских художников, выпуклые голубые глаза, очень близорукие, тем не менее они всегда как будто смотрели в необъятные дали. Её рыжеватые волосы с прямым пробором, завитые волнами, всегда в беспорядке… Своеобразнейшей её чертой были руки — белые, мягкие, с длинными узкими пальцами. Здороваясь, она задерживала поданную руку дольше обычного, слегка её покачивая… голос, пониженный почти до шёпота, как бы скрывающий сильное волнение, учащённое дыхание, отрывистые фразы…»[19]
- Андрей Белый: «Я помню, бывало, — дверь настежь; и — вваливалась, бултыхаяся в черном мешке (балахоны, носимые ею, казались мешками); просовывалась между нами тяжелая головища; и дыбились желтые космы над нею; и как ни старалась причесываться, торчали, как змеи, клоки над огромнейшим лбиной, безбровым; и щурились маленькие, подслеповатые и жидко-голубые глазенки; а разорви их, — как два колеса: не глаза; и — темнели: казалось, что дна у них нет; вот, бывало, глаза разорвет: и — застынет, напоминая до ужаса каменные изваяния степных скифских баб средь сожженных степей.»[20].
- Ольга Дешарт: «Когда весною 1910 г. она <Минцлова> поняла, что отношения Вячеслава и Веры <Шварсалон> принимают опасный для нее оборот, она прямо заявила Вяч. Иванову, что ему суждено сыграть благотворную роль в судьбе его страны, но что для этого он должен в миру жить как монах, давший тайный обет, и оставаться безбрачным <…>. В. И. ответил решительным отказом. <…> Минцлова замерла, точно вся опала. Она тихо, покорно сказала: „Я виновата, не сумела исполнить их поручения. Они меня отзывают. Прощайте. Да хранит Вас Господь“. Она ушла. Навсегда.»[21]